# Pauline Sels
Pauline Sels geborene Hoffstadt (*  29. Januar 1828 in Erkelenz; † 27. April 1908 in Neuss) begründete mit einer Stiftung in Neuss das Clemens-Sels-Museum.

## Leben
Pauline Sels war die Tochter von Carl Hoffstadt und Maria Anna Constantia Dreling. Ihr Vater war von 1827 bis 1851 Bürgermeister von Erkelenz sowie Königlich Preußischer Steuereinnehmer und Posthalter. Ihre Mutter entstammte den zwei ortsansässigen Patrizierfamilien Dreling und Hasenbach, die gleichfalls Bürgermeister gestellt hatten, unter ihnen auch der letzte Drossard von Erkelenz. Nach dem Tod ihrer Mutter kam Pauline Hoffstadt im Alter von sechzehn Jahren zu Verwandten nach Neuss.
In dieser Stadt heiratete sie 1850 Clemens Sels, Apotheker und später Besitzer einer Stearinkerzenfabrik. Clemens Sels sammelte schon in jungen Jahren Kunstwerke sowie Altertümer und errichtete so eine große private Sammlung.
Er förderte die Errichtung eines Museums in Neuss. Am 25. Dezember 1893 verstarb er. Das Museum, untergebracht im Obertor, brannte im Juni 1900 aus.
Seine Ehefrau vermachte in ihrem Testament der Stadt Neuss „als unteilbares Vermächtnis den Betrag von 250.000 Mark zum Bau eines städtischen Museums“. Im August 1912 wurde das neu erbaute Museum eingeweiht.
Die verstorbene Pauline Sels hatte dem Museum auch die große Sammlung ihres Mannes geschenkt. 1950 erhielt das Museum den Namen Clemens-Sels-Museum.